# 1993 v letectví
Tento článek obsahuje seznam událostí souvisejících s letectvím, které proběhly roku 1993.

## Události
- Z výrobní linky sjíždí 1000. letoun Boeing 747, 26 let po prvním B747.

### Leden
- založení firmy Řízení letového provozu České republiky

### Únor
- poslední F-86 Sabre (bolivijského letectva) je vyřazen ze služby
- 10. února – McDonnell Douglas vyrábí svůj 10 000. letoun

### Březen
- General Dynamics prodává práva na výrobu F-16 Fighting Falcon firmě Lockheed

### Září
- 17. září – F/A-18 Hornet dosahuje 2 000 000 letových hodin (během pouhých 10 let služby)

### Říjen
- 4. října – v závodě o Pohár Gordona Bennetta zvítězili Rakušané Josef Starkbaum (celkem posedmé) a Rainer Röhsler

## První lety

### Březen
- 11. března – Airbus A321

### Duben
- 2. dubna – Fokker F70

### Červenec
- 10. července – Bell Eagle Eye

### Prosinec
- 18. prosince – Suchoj Su-34
- 21. prosince – Cessna Citation X